# كلارنس بربور
كلارنس بربور (بالإنجليزية: Clarence Barbour)‏ هو رجل دين أمريكي، ولد في 21 أبريل 1867 في هارتفورد في الولايات المتحدة، وتوفي في 16 يناير 1937 في بروفيدنس في الولايات المتحدة.